# Estación Iyoyokota

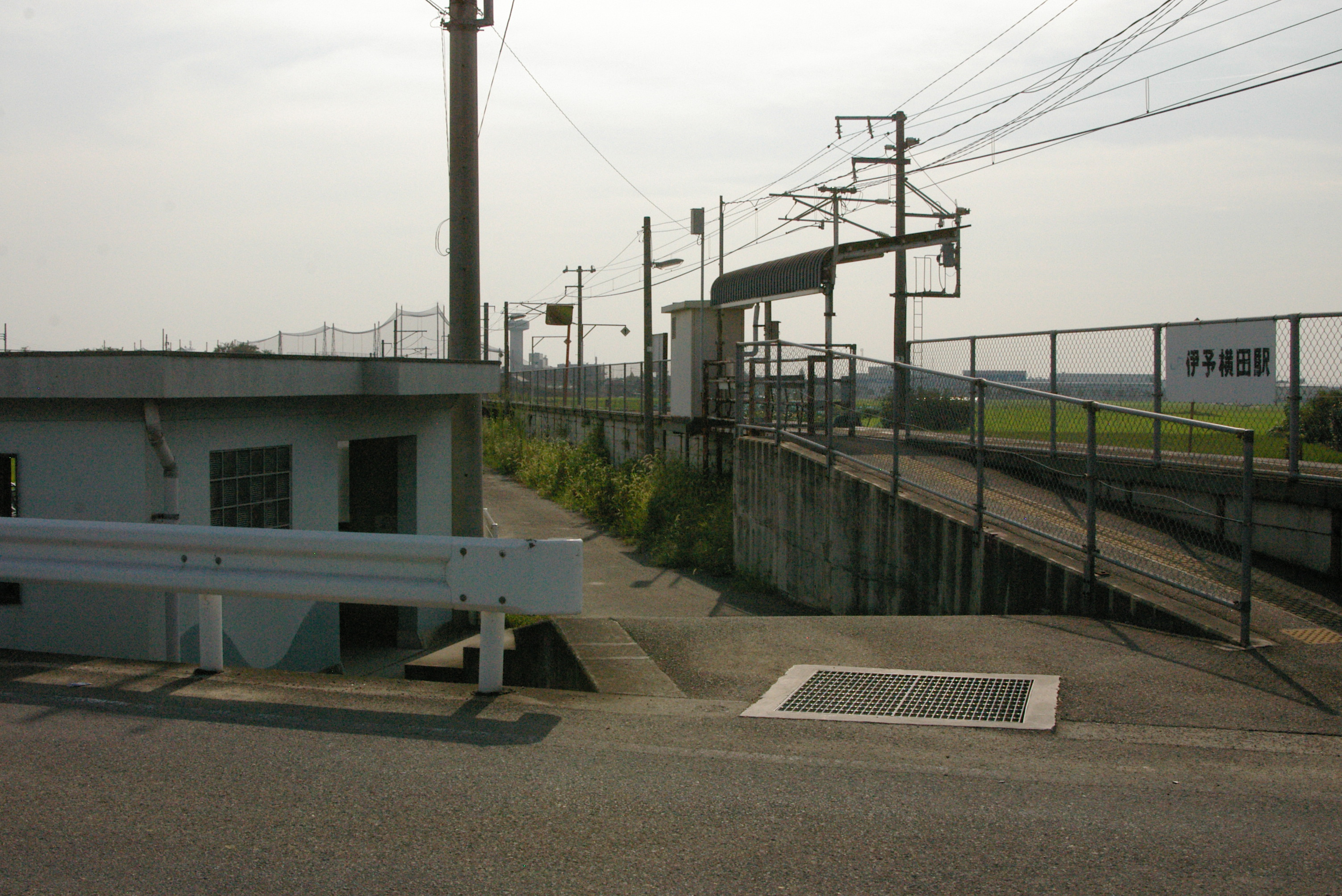
Estación Iyoyokota

La estación Iyoyokota (伊予横田駅 Iyoyokota-eki?) es una estación de la línea Yosan de la Japan Railways que se encuentra en el pueblo de Masaki del distrito de Iyo de la prefectura de Ehime. El código de estación es el "U03".

## Estación de pasajeros
Cuenta con una plataforma, la cual posee un único andén (andén 1). 
La estación no cuenta con personal y hay una máquina expendedora de boletos automática. El paso a nivel está pegado a la estación.

### Andén
| 1 | ● Línea Yosan | Hacia Matsuyama, Hōjō, Imabari, Nyugawa y Saijō (los servicios rápidos no se detienen)   |
| 1 | ● Línea Yosan | Hacia Iyo, Uchiko, Nagahama, Yawatahama y Uwajima (los servicios rápidos no se detienen) |

## Alrededores de la estación
La estación se encuentra en una zona rural del pueblo de Masaki, cercana al límite con la ciudad de Iyo. La mayoría de los usuarios son de un distrito limítrofe más densamente poblado de la ciudad de Iyo.
- Laguna Tomita (富田池 Tomita-ike?)

## Historia
- 1961: el 15 de abril se inaugura la estación Iyoyokota.
- 1987: el 1° de abril pasa a ser una estación de la división Ferrocarriles de Pasajeros de Shikoku de la Japan Railways.

## Estación anterior y posterior
- Línea Yosan 
  - Estación Kitaiyo (U02)  <<  Estación Iyoyokota (U03)  >>  Estación Torinoki (U04)